# ロジャー・ラビット
『ロジャー・ラビット』（原題: Who Framed Roger Rabbit）は、1988年のアメリカ合衆国のコメディ映画。タッチストーン・ピクチャーズ提供、アンブリン・エンターテインメント作品。並びに本作に登場するウサギのキャラクターの名称である。

## 概要
舞台は1947年のハリウッド。トゥーン（アニメーションキャラクター）が実社会に存在しているという設定で、トゥーンと人間の関係を描いている。先に撮影された実写にアニメーションを合成する形で制作された。1988年のアカデミー視覚効果賞・アカデミー編集賞・アカデミー音響効果賞を受賞。
この映画に出てきたトゥーンたちが住む街・トゥーンタウンは、その後実際に世界各地のディズニーパークに作られ、キャラクターたちが住む街という設定も踏襲されている。なお、この映画に出演しているトゥーンはディズニー作品だけでなく、バッグス・バニー（ワーナー・ブラザース）やドルーピー（メトロ・ゴールドウィン・メイヤー）、ベティ・ブープ（フライシャー・スタジオ）など、アメリカン・アニメーションの黄金時代を飾った他社のキャラクターが幅広く出演しているクロスオーバー作品である。当初、制作総指揮のスピルバーグは、他にもポパイやトムとジェリーなどのキャラクターを登場させたかったが、権利を獲得しなかったため白紙となった。この世界のテリー・トゥーンズのマイティマウスとアニメ映画版のスーパーマンは最初の脚本（マーヴィン・アクメの墓場のシーン）で登場するはずだったが、後にそのシーンごとカットになってしまった。
ウォルト・ディズニー・カンパニーで当時CEOだったマイケル・アイズナーと副会長でウォルト・ディズニー・フィーチャー・アニメーションの責任者を務めていたロイ・E・ディズニーは、本作について性的言動などの描写が際どすぎると感じていたが、編集権を持つ監督のロバート・ゼメキスはそれらの要素に変更を加えることを拒否した。ロイ・E・ディズニーは、スタジオ長のジェフリー・カッツェンバーグとともに、本作をウォルト・ディズニー・ピクチャーズの名義ではなく、ディズニーの大人向け映画のブランド「タッチストーン・ピクチャーズ」作品として公開することにした。
1998年、続編を製作すべく案が浮上し、スピルバーグも興味を示したものの、スピルバーグはカッツェンバーグとともに映画会社ドリームワークスを設立したことでプロジェクトを離脱し、3D上映の需要も高まってきていたためそのプロジェクトはしばらく頓挫する。しかし2010年時点でゼメキスは「続編の可能性はありうる」とインタビューで発言している。

## 製作
もともとはウォルト・ディズニー・カンパニーがゲイリー・K・ウルフの小説『Who Censored Roger Rabbit?』（1981年）の映画化権を購入したことから始まり、翌1982年には監督にゼメキスを据えて映画化が始動した。しかし、当時はまだゼメキス監督の手腕も分からずじまいだったため一時制作を中断。後にスティーヴン・スピルバーグが製作総指揮を担当することになり、再び映画化が再始動する。
原作小説では映画のように有名キャラクターが多数出演するようなストーリーではなかったが、映画に特色をつけるため、1940年代当時に黄金期を迎えていたアニメ映画を彩ったキャラクターたちが登場するようなストーリーに変更された。製作者陣は脚本段階から多数のアニメキャラクターのカメオ出演を想定していたが、権利関係の問題もあってメジャー級のキャラクターでも登場していない者（トムとジェリーやポパイなど）もいる。また、ワーナー・ブラザースは、同社のキャラクターを映画に貸し出す前に、ディズニーの主要キャラクターとの動画面での共演を条件とした。その条件を元に、ミッキーマウスとバッグス・バニー、ドナルド・ダックとダフィー・ダックそれぞれの共演シーンが実現している。
当初のスピルバーグとゼメキスは、主役のエディにビル・マーレイを第一候補としていたが、なかなか連絡がつかなかったために、マーレイを諦めてボブ・ホスキンスを主役に据えた。映画が公開された後に、マーレイはインタビューにおいて、その事が載った記事を見て、「もしもオファーが来ていたら間違いなく引き受けていた」と語っている。また、クリストファー・ロイド演じる判事をより不気味な印象を与えるために、ゼメキスはロイドに瞬きをしないよう演出している。判事役にはロイドの他にもティム・カリーやクリストファー・リーなどが打診されていた。
映画に登場するアニメキャラクターのカメオ出演に関しては、実際には設定年代以降にデビューしたキャラクター（ロードランナーやワイリー・コヨーテ、ティンカー・ベル等）も混じっているが、脚本を担当したピーター・S・シーマンはインタビューで「同映画はアニメ史についてのストーリーではなく、あくまでもエンターテイメント」として、時代錯誤は特に問題ではないと語っている。
撮影時は多くのシーンで実写とアニメーションが登場することもあり、出演者たちは常にアニメキャラクターの動きを予測しながらの演技を要された。また、アニメキャラクターが実写の物を持つような場面においては、人形を操るプロのパペッターなどが採用されたほか、専用のロボットなども用いて撮影が行われた。

## ストーリー
トゥーンと人間が共存している、架空の1947年。アニメーション映画スターであるロジャー・ラビットは今日もベビー・ハーマンと共に映画撮影の真っ只中。しかし、いつもの調子が出ずNGばかり出してしまう。ロジャーの妻:ジェシカ・ラビットが浮気をしてるのではとの噂があるからだ。スランプに陥ったロジャーを心配した映画会社の社長:マルーンは私立探偵を雇う事にした。一方、私立探偵のエディ・バリアントは、かつてトゥーンに関わる仕事が大好きだったが、一緒に探偵をやっていた弟をトゥーンに殺害されて以来、トゥーンを憎んでおり、酒浸りの生活を送っていた。
エディはマルーンにジェシカの浮気現場を押さえるように依頼される。生活に困っていたエディはしぶしぶ了承。そして、彼女の浮気の証拠をつかみ、写真をロジャーに見せた翌日、ジェシカの浮気相手にしてトゥーン・タウンの所有者:マービン・アクメが何者かに殺害された。金庫を頭上から落とされるというトゥーンのような手口で。そしてその手口は、かつてエディの弟が頭の上にピアノを落とされて殺された方法と全く同じだった。
この事件に、新任のドゥーム判事が乗り出した。彼はトゥーンたちを嫌い、本来不死身のトゥーンを溶かして元の絵具に戻してしまう溶解液「ディップ」を発明しており、容疑者であるロジャーを「処刑」しようとする。逃亡犯となったロジャーはエディの私立探偵事務所に逃げ込んで救いを求め、懐中の窮鳥ならぬロジャーを見殺しにはできないエディは、事後従犯覚悟でロジャーを匿いつつ調査を進める。そしてその調査によって、この事件には大きな裏があり、トゥーン・タウン全体の運命が関わっていることが明らかになっていく。

## 登場人物

### 人間側
エディ・バリアント
ボブ・ホスキンス
本作の人間側の主人公。
かつて弟のテディ、ガールフレンドのドロレスと共に私立探偵事務所を開いており、トゥーンに関わる事件（1937年のドナルドダックの甥の誘拐事件や、1940年のグーフィーのスパイ容疑を晴らすなど）を担当していた探偵。しかし、5年前に起きたトゥーンタウン銀行強盗事件の犯人の追跡中に、弟のテディが犯人のトゥーンによって頭にグランドピアノを落とされ死亡した。その惨劇の生々しい事件の記憶からトゥーン・タウンに行かなくなり、トゥーンのジョークやギャグを嫌って酒浸りの生活を送り、いわゆる落ちぶれ寸前の中年男に成り下がってしまった。
笑うことをやめたせいで常に仏頂面で、すぐに癇癪をおこす。ロジャーにも心を開こうとしなかったが、ロジャーが失踪した後に起きたマービン・アクメ殺人事件に巻き込まれ事件を追ううちに、ロジャーと不思議な友情が芽生えていく。
嫌っていてもトゥーンを想う気持ちはまだ残っており、ロジャーの悪ふざけに憤りながらも事件の真相を調査し、その結果、マービン・アクメ殺人事件や弟の死につながったトゥーン・タウンの銀行強盗事件がドゥーム判事によるものと突き止め、ドゥーム判事やトゥーン・パトロールのイタチ達を倒し、事件を解決した。
その後再びロジャーのジョークにやられたが、かつてロジャーにやられたキスを仕返しにロジャーへとやったことにより和解し、ロジャー達と共にトゥーン・タウンへと行った。
ドゥーム判事
クリストファー・ロイド
トゥーンタウンに出所不明の大金をばらまき当選した、厳格で冷酷非情な判事であり本作のディズニーヴィランズ。エディと同様に、トゥーンのジョークやギャグを嫌っているが時折見せる行動や発言はトゥーンそのものでエディからも「ロジャーよりトゥーンだな」と言われるほど。犯罪を犯したトゥーンには一切の情けをかけずにディップ（溶解液）で溶かしていく。アクメ殺害の事件を担当し、トゥーン・パトロールを雇ってロジャーを有罪・死刑にしようとする。
その正体は、マービン・アクメとR.K.マルーン殺害の真犯人にして、5年前に起きたトゥーンタウン銀行強盗事件を引き起こし、エディの弟テディを殺害した張本人。エディは犯人の「甲高い声とギラギラ光る目」を克明に覚えており、ひどく怯えていた。
ロジャーたちを追い詰める過程でロードローラーに潰され圧死したかに見えたが、直後に復活しトゥーンとしての本性を現す。それまでの厳格さから一転、人間のエディに向けて殺人トゥーンジョークを繰り返す狂気的な形相に変貌し、あまりの不気味さや人間もトゥーンも平気で殺せる冷酷さにロジャーすら言葉を失った。一連の事件はトゥーン・タウンを消して跡地をフリーウェイ建設用地として売り飛ばすために起こしたもので、エディとロジャーたちの抹殺を試みるが、最後にエディの悪あがきによって逆に自らがディップ（溶解液）で溶かされるという形で死亡した。
ドゥーム自身もトゥーンである事がわかったが、彼の体は全て帽子とサングラスと服に覆われていたので正体は一切不明のままでバッグスを始めとするトゥーン達からは「自分と同じ種族じゃない」と言われた。
体を変化させる能力があるようで、目玉をナイフにして飛び出させたり、足からバネを出して跳躍したり、右手をハンマーや電動丸鋸に変えて攻撃したりと、多彩な変形を見せている。
ドロレス
ジョアンナ・キャシディ
本作の人間側のヒロイン。ターミナル・バーで働くエディのガールフレンド。テディの死以降、関係は冷え切っていたが、エディとロジャーの逃亡劇に巻き込まれていくうちに昔の思いを取り戻し最終的に和解。ドゥームに追われている中、ロジャーとエディを隠れ家に匿ってくれたりと、二人の危機の手助けをしたりする。事件後、エディやロジャー夫妻とともにトゥーンタウンへと向かった。
マービン・アクメ
スタッビー・ケイ
トゥーンのアニメーション映画の小道具を担当しているおもちゃ会社『アクメファクトリー』の社長で、トゥーン・タウンの所有者。ジェシカ目当てでクラブに通い密会をしていたが、その現場がエディに押さえられた翌日、アクメファクトリー内で頭上に金庫を落とされ、遺体として見つかる。その後、ドゥームは彼が遺した遺言書を狙っており、イタチ達に探させている。
R.K.マルーン
アラン・ティルヴァーン
ロジャーが出演する映画の会社『マルーン・カートゥーン・スタジオ』の社長。ジェシカの浮気を気にしているロジャーに撮影に集中してもらうために、エディに100ドルの報酬で浮気現場を押さえてほしいと依頼し成功するが、それはトゥーン・タウンを手に入れて撮影所ごと売り飛ばすためであった。その事実をエディに告げた直後、ドゥームに背後から撃たれて殺害された。
サンティーノ警部補
リチャード・ルパルメンティエ
マービン・アクメ殺人事件の捜査を担当する刑事。バリアント兄弟、特に弟のテディとは親友だった。ドゥームが判事になった経緯と、ディップの原料（テレビン油、アセトン、ベンジン）をエディに教える。ドゥームがトゥーンで、全ての事件の真犯人であることを知ると「トゥーンの面汚しだ」と死んだ彼を軽蔑した。

### トゥーン側
ロジャー・ラビット
チャールズ・フライシャー
本作のトゥーン側の主人公。仕事でもプライベートでも人を笑わせることが生きがいの陽気なウサギ。性格はかなりのお調子者であるが活発でじっとしていることが大嫌いで、単調なリズムに耐えることができない。酒を飲ませると周囲を巻き込み、物体を破壊したり鼓膜が破れそうな声をあげるほどの強烈な暴走をしてしまうため、アルコールは控えており、その下戸っぷりは、本人も自覚している程。吹替版では基本的に一人称は「僕」だが稀に「俺」と呼ぶ（字幕版での一人称は「俺」が多かった）。
マルーン・カートゥーン・スタジオのアニメーションに出演する看板スター。プライベートでは、誰よりも妻のジェシカを愛しており、彼女以外の女には一切興味を持たない。最近はジェシカの浮気が気になり、スランプに陥っている。彼のミスが原因で撮影は24回失敗中であり、その度に撮影を中止に追い込んでいる。エディとマルーンからジェシカの浮気相手のアクメとの密会の写真を見せられた翌日、アクメが殺害されたことで犯人にされたため、エディに助けを求める。事件当時、楽屋から手に入れた紙をジェシカへのラブレターとして使うが、終盤ではこれが出たり消えたりするインクを使って書いた、アクメの遺言書であることが判明する。その後、エディに再びジョークをかますが、逆に仕返しとして自分がしたキスをエディにやられた事で彼と和解し、事件後にジェシカとエディ達と共にトゥーン・タウンへと帰った。
撮影ではミセス・ハーマンのベビーシッターを依頼されて毎回ベビー・ハーマンや周囲に振り回される不幸なウサギというキャラで本作以外の回でもNGを取っている。
ジェシカ・ラビット
キャスリーン・ターナー ／ エイミー・アーヴィング（歌声のみ）
本作のトゥーン側のヒロイン。人間の姿をしたトゥーンで、謎のセクシー美女だが、プライベートではロジャーの妻（「ラビット」は苗字）で仕事が終われば一緒に帰宅し、キスしたり子供っぽい遊びをしてイチャイチャしたりするが、彼のためにキャロットケーキを焼くなど妻らしい一面もある（終盤での台詞から）。自他共に認めるダイナマイトボディの持ち主で、会員制ナイトクラブ「インク・ペンキクラブ」の歌姫として人間の男の相手をしている。特にアクメに関しては、自身の密会を断ればロジャーを雇わないと言う約束を取り付けられてしまい、ショーが終わると彼と楽屋でよく密会している。しかし、誰よりもロジャーのことを心から愛しており、ロジャーの為ならどんなこともする覚悟を持っている。ロジャーがアクメ殺しの犯人にされた際には、エディを平手打ちで払いのけるなどおてんばな一面を見せたり、トゥーン・タウンでドゥームに背後から狙われているエディを拳銃で助けるなどクールな一面も持ち合わせている。事件解決後は再会したロジャーに熱く猛烈なキスをし、ロジャーとエディがお互いのジョークで和解したのを見届けると、ロジャーとエディ達と共にトゥーン・タウンへと帰った。本作ではターナーおよびアーヴィングともにクレジットされていない。
ベニー・ザ・キャブ
チャールズ・フライシャー
黄色いタクシーのおしゃべりなトゥーン。運転手がいなくても自分で走ることができ、またタイヤがやられても本物の車を運転できる。ロジャーとは古くからの付き合いがある。行きたい方向へ親指を向ければ、どんなところにもやってくる。ドゥームの策略でディップ（溶解液）に触れてしまうが、幸いタイヤだけで本体は溶かされずに済んだ。アクメファクトリーでのドゥームとの対決後には、サンティーノ警部補達を連れてきた。荒っぽい運転だが、ジェシカを乗せるときは丁寧にドアを開けるなどしてレディファースト精神も見せた。
ベビー・ハーマン
ルー・ハーシュ
ロジャーの共演者。外見は赤ん坊で、撮影中も可愛らしい声色（エイプリル・ウィンチェル）で演技するが、実年齢は50歳の中年男。撮影の合間は葉巻を吸ったり、女性の尻を触るなどのセクハラをしたり、何度もNGを繰り返すロジャーを罵倒するなど物腰は荒々しいが、ロジャーの良き理解者であり親友でもある。
ミセス・ハーマン
エイプリル・ウィンチェル
ロジャーとベビーのアニメシリーズの新作『ザ・バニー・シッター』で、ベビーの母親役を演じている女性。その実体は脚だけで小道具とスタッフによるものであった。
ボンゴ・ザ・ゴリラ
モーガン・デア
会員制ナイトクラブ「インク・ペンキクラブ」の番人。怪力の持ち主。アクメとジェシカの密会を覗き見するエディを見つけ、店外へと放り出した。
トゥーン・ガンの銃弾たち
パット・バットラム、ジム・カミングス、ジム・ギャラント
エディの愛銃。6発入りで、どの弾丸も見た目や性格が異なる。マルーンを殺害した犯人を追う際に使用したが全く役に立たなかった。元はヨセミテ・サムからエディに送られたもの。
トゥーン・パトロール
ロジャー・ラビットを確保するためドゥーム判事が雇ったイタチの捜索隊。「イタチ団」とも翻訳される。
イトコのハイエナは前回笑い死にしていることを作中で語られ、本人達も笑い始めると止まらない。メンバー全員が英単語から名前がきている。アクメファクトリーでの戦いで、ほぼ全員がエディの見せた芸によって笑い死にした。
スマート・アス
デヴィッド・L・ランダー
イタチのリーダー。茶色の毛色を持ち、左のポケットに金の鎖、ネクタイには宝石、薄ピンクのダブルブレストスーツを身につけている。葉巻もしくはリボルバー、ナイフを所持している。それなりに頭が良い。終盤では、ロジャー・ラビットとジェシカを捕らえディップで溶かそうとした。最終的にエディに蹴り飛ばされ舞い上がった挙句、ディップに溶かされて帽子を残して死亡した。3番目の死亡者。
名前の由来は「賢いふり、知ったかぶり」という意味の"smart-ass"。
グリージー
チャールズ・フライシャー
脂ぎった黒い長髪と暗褐色の毛色を持っており、緑色のズートスーツを着用しズボンは胸まで上げている。リボルバーとナイフを武器としている。強いスペイン語訛りの英語を話す、おべっか使い。エディの機転で4番目に笑い死にした。
名前の由来は「脂ぎった、お世辞たらたらの」という意味の"greasy"。
サイコ
チャールズ・フライシャー
白の拘束衣（Canadian Long Jacket）を着用し、カミソリを武器としている。つんつん頭とギラギラ光る目玉が特徴。「ヒヒヒヒヒ」と、甲高い声で笑う。グループ中、精神的に最も不安定である。エディの機転で笑い死にしかけ、ロードローラーに轢き殺された。最後の死亡者で魂のまま、ディップの放射先を変えて去って行った。
名前の由来は「精神病者」という意味の"psycho"。
スチューピッド
フレッド・ニューマン
青と白のストライプのTシャツを着て、プロペラのようなものがついた帽子を被っている。間抜けな顔と肥満体が特徴。武器は釘バットを使用している。5人の中で1番目にエディの機転で笑い死にした。
名前の由来は「ばか者、まぬけ」という意味の"stupid"。
ウィージー
ジューン・フォーレイ
しわだらけのシャツと緩く結んだタイ、黒のベストを着用している。常にゼーゼー言っているヘビースモーカー。武器はトンプソン・サブマシンガンを使用している。2番目に笑い死にし、抜けていく自分の魂を捕まえるも失敗に終わった。
名前の由来は「ゼーゼーいう」という意味の"wheezy"。

## カメオ出演
前述にもあるように、同作はクロスオーバー作品で、ディズニー以外のアニメキャラクターも多数出演している。劇中エディが車で訪れるトゥーンタウンの世界観は、ディズニーが製作したシリー・シンフォニーシリーズの中の『子守唄』をモチーフとしており、太陽は短編『ノアの箱舟』から、木々や植物は『ファンタジア』と『花と木』からそれぞれ引用された。ダウンタウンの世界観は短編作品の『ちいさいおうち』や『うさぎとかめ』等からの引用。
キャラクターたちのカメオ出演は細かい部分にまで及んでおり、街中のポスターやシルエットなどで確認できるキャラクターもいる（ピグレット等）。ディズニー以外の会社のメジャーなキャラクターのみならずサブキャラクターらも細かい部分で多数出演しており、MGMの短編アニメ『デカ吉チビ助のアフリカ探検』で登場する緑色のタコ（同作品ではバーテン役）や、『ベティ・ブープ』に登場するウィッフル・ピッフル、『ウッディー・ウッドペッカー』のパパ・パンダ、ルーニー・テューンズの短編『幻のドードーを探せ』のドードー鳥などが例として挙げられる。ちなみに、実際には登場していないがフィリックス・ザ・キャットは、マルーンのオフィスにある写真立てで確認できる。またトゥーンタウン内でエディを追い回すキス魔の「リーナ・ハイエナ」も原作があり、40年代当時はアニメとしてのキャラクターではなく『Li'l Abner』というコミックキャラクターで、同作品で初めてアニメーションとして登場している。
なお、キャラクターの声を担当する声優は製作当時、現役の専属声優が起用されたものの、日本語吹替版では製作当時ディズニー以外の会社のメジャーなキャラクターは専属の吹替声優が定まっていなかった事から独自の配役がなされている。

### ウォルト・ディズニー・カンパニー
- ミッキーマウス（声：ウェイン・オルウィン）
- ミニーマウス（声：ルシー・テイラー）
- ドナルドダック（声：トニー・アンセルモ）
- デイジーダック
- グーフィー（声：トニー・ポープ、ビル・ファーマー（歌声のみ））
- プルート
- ピート
- ホーレス・ホースカラー
- クララベル・カウ
- ヒューイ・デューイ・ルーイ
- クララ・クラック
- ホセ・キャリオカ
- バッキー・バグ
- 森の小人
- 花と木
- 『ノアの箱船』より太陽
- 『子守歌』よりカラフルでキルトされた床
- 三匹の子ぶたとビッグバッドウルフ（声：トニー・ポープ）
- 『ミッキーの芝居見物』より孤児たち
- 『うさぎとかめ』よりカメ、ウサギの女の子、歩行者
- 蓮池の赤ん坊たち
- 『音楽の国』よりジャズの島
- 『誰がコック・ロビンを殺したの？』よりジェニー・レン
- 踊るニワトリ
- 子ぞうのエルマーとキリンのジョー
- 白雪姫と7人の小人、魔女、森の動物
- 牡牛のフェルディナンド
- ピノキオ（声：ピーター・ウェストリー）、ジミニー・クリケット、ランプウィック
- 『魔法使いの弟子』よりほうき
- 『時の踊り』よりヒヤシンス・ヒッポ（声：メアリー・T・ラッドフォード）、ミラ・ユパノーバ
- 『田園交響曲』よりペガサス、ユニコーン、キューピッド
- 『くるみ割り人形』より花の踊り子、マッシュルーム・ダンサー
- リラクタント・ドラゴン、ジャイルズ
- ダンボ（声：フランク・ウェルカー）、ジャンボ、カラスたち、ケイシー・ジュニア、道化師
- バンビ、とんすけ、フラワー、ファリーン、森の王様
- 郵便飛行機ペドロ
- 『ドナルドのボロ飛行機』よりハゲタカ
- 『理性と感情』より感情
- ペリカンとしぎよりモンテ
- チキン・リトル
- 『ピーターとおおかみ』よりピーター少年
- 『帽子のジョニーとアリスの恋』より帽子のジョニー
- 『南部の唄』よりブレア・ベア、タール人形、ハチドリ（声：ルシー・テイラー）、モグラの三人娘
- 『ミッキーと豆の木』よりウィリー、ハープ
- 『メロディ・タイム』より森の動物たち
- 『わが心にかくも愛しき』よりこひつじのダニー
- トード氏（声：レス・パーキンス）、シリル
- 『グーフィーの自動車狂時代』よりウォーカーさん
- 『ふしぎの国のアリス』よりトカゲのビル、トゥイードルダム、チェシャ猫、ドアノブ
- 『優しきライオン・ランバート』よりランバートの母
- 『小さな家』よりアパート、高層ビル
- 『青い自動車』より車たち
- 『ドナルドの魔法使い』よりヘイゼル、ベルゼブブ
- 『ピーター・パン』よりティンカー・ベル、ジョン・ダーリング、サイ
- 『ポール・バニヤン巨人伝説』より青牛ベイブ
- 『眠れる森の美女』よりグーン
- 『101匹わんちゃん』よりポンゴ、パーディタ
- 『メリー・ポピンズ』よりペンギン・ウェイター
- 『くまのプーさん』よりピグレット
- 『ジャングル・ブック』よりフラップス、カー

### ワーナー・ブラザース
- バッグス・バニー（声：メル・ブランク）
- ダフィー・ダック（声：メル・ブランク）
- エルマー・ファッド
- ポーキー・ピッグ（声：メル・ブランク）
- ヨセミテ・サム（声：ジョー・アラスカイ）
- トゥイーティー（声：メル・ブランク）
- シルベスター・キャット（声：メル・ブランク）
- フォグホーン・レグホーン
- ロード・ランナー
- ワイリー・コヨーテ
- マービン・ザ・マーシャン
- ヘクター
- サム・シープドッグ
- スピーディー・ゴンザレス
- マーク・アンソニー
- 『フォクシーの怪電車』より歌が使用
- 『幻のドードーを探せ』よりドードー
- 『見えみえの見栄』よりカンガルーのグレイシー
- 『オーレ!!は闘牛ウサギ』より牛のトーロ

### MGM/UA
- ドルーピー（声：リチャード・ウィリアムズ（英語版））
- スパイク
- 人の悪いリス（名前のみ）
- 脳筋な犬
- クマのバーニー、ロバのベニー
- チビ助
- 『デカ吉チビ助のアフリカ探検』より緑色のタコ
- トム（日本語吹き替え版名前のみ）
- ジェリー（日本語吹き替え版名前のみ）
- ピンク・パンサー（日本語吹き替え版名前のみ）

### パラマウント映画
- ベティ・ブープ（声：メイ・クエステル）
- ココ・ザ・クラウン
- ウィッフル・ピッフル
- 『ノベルトゥーン』よりロゴのジョーカー
- ポパイ（日本語吹き替え版名前のみ）

### コロンビア映画
- リーナ・ハイエナ（声：ジューン・フォーレイ）

### ユニバーサル・スタジオ
- ウッディー・ウッドペッカー（声：チェリー・デイヴィス）
- アンディ・パンダの父
- ウォーリー・ウォーラス
- チリー・ウィリー（名前のみ）
- ディンキー・ドゥードゥル（名前のみ）

### 20世紀フォックス（現：20世紀スタジオ）
- ガチョウのギャンディ
- 臆病な豚
- ライオンのルーイ

## キャスト
| 役名                       | 俳優・声優                                                | 日本語吹き替え                  | 日本語吹き替え |
| 役名                       | 俳優・声優                                                | ソフト版                        | 機内上映版     |
| -------------------------- | --------------------------------------------------------- | ------------------------------- | -------------- |
| エディ・バリアント         | ボブ・ホスキンス                                          | 内海賢二                        | 田中信夫       |
| ドゥーム判事               | クリストファー・ロイド                                    | 大木民夫                        |                |
| ロジャー・ラビット         | チャールズ・フライシャー                                  | 山寺宏一                        | 山寺宏一       |
| ジェシカ・ラビット         | キャスリーン・ターナー エイミー・アーヴィング（歌声のみ） | 一城みゆ希                      |                |
| ドロレス                   | ジョアンナ・キャシディ                                    | 横尾まり                        |                |
| マービン・アクメ           | スタッビー・ケイ                                          | 緒方賢一                        |                |
| R・K・マルーン             | アラン・ティルヴァーン                                    | 藤本譲                          |                |
| サンティーノ警部補         | リチャード・ルパルメンティエ                              | 広瀬正志                        |                |
| ベビー・ハーマン           | ルー・ハーシュ エイプリル・ウィンチェル（赤ちゃん声）     | 石森達幸 松本梨香（赤ちゃん声） |                |
| ベニー・ザ・キャブ         | チャールズ・フライシャー                                  | 鈴置洋孝                        |                |
| スマート・アス             | デヴィッド・L・ランダー                                   | 二又一成                        |                |
| グリージー                 | チャールズ・フライシャー                                  | 鈴木勝美                        |                |
| サイコ                     | チャールズ・フライシャー                                  | 納谷六朗                        |                |
| スチューピッド             | フレッド・ニューマン                                      | 龍田直樹                        |                |
| ウィージー                 | ジューン・フォーレイ                                      | 河合義雄                        |                |
| ボンゴ・ザ・ゴリラ         | モーガン・デア                                            | 島香裕                          |                |
| ミセス・ハーマン           | エイプリル・ウィンチェル                                  | 鈴木れい子                      |                |
| カメオ出演                 |                                                           |                                 |                |
| ミッキーマウス             | ウェイン・オルウィン                                      | 納谷六朗                        |                |
| ドナルドダック             | トニー・アンセルモ                                        | 山寺宏一                        |                |
| グーフィー                 | トニー・ポープ ビル・ファーマー（歌声のみ）               | 島香裕                          |                |
| ビッグ・バッド・ウルフ     | トニー・ポープ                                            | 鈴置洋孝                        |                |
| ピノキオ                   | ピーター・ウェストリー                                    | 坂本千夏                        |                |
| ヒヤシンス・ヒッポ         | メアリー・T・ラッドフォード                               | 坂本千夏                        |                |
| バッグス・バニー           | メル・ブランク                                            | 鈴木勝美                        | 富山敬         |
| ダフィー・ダック           | メル・ブランク                                            | 石森達幸                        |                |
| ポーキー・ピッグ           | メル・ブランク                                            | 緒方賢一                        |                |
| ヨセミテ・サム             | ジョー・アラスカイ                                        | 槐柳二                          |                |
| シルベスター・キャット     | メル・ブランク                                            | 石森達幸                        |                |
| トゥイーティー             | メル・ブランク                                            | 一城みゆ希                      |                |
| ベティ・ブープ             | メイ・クエステル                                          | 一城みゆ希                      |                |
| リーナ・ハイエナ           | ジューン・フォーレイ                                      | 一城みゆ希                      |                |
| ウッディー・ウッドペッカー | チェリー・デイヴィス                                      | 緒方賢一                        |                |
| ドルーピー                 | リチャード・ウィリアムズ                                  | 鈴木勝美                        |                |
| その他                     |                                                           | 篠原あけみ                      | 矢島晶子       |

- ソフト版制作スタッフ
  - 演出：加藤敏、伊達康将、小山悟、翻訳：川本燁子、調整：小野敦志、効果：リレーション
  - 録音制作：東北新社、日本語版制作：DISNEY CHARACTER VOICES INTERNATIONAL, INC.

## 地上波放送履歴
日本では過去に2度地上波放送されたことがある。
| 回数  | 放送日時      | 放送局     | 番組名             | 備考                                                                         |
| ----- | ------------- | ---------- | ------------------ | ---------------------------------------------------------------------------- |
| 初回  | 1991年5月4日  | フジテレビ | ゴールデン洋画劇場 | 地上波初放送                                                                 |
| 2回目 | 1993年7月16日 | 日本テレビ | 金曜ロードショー   | 本編終了後、ボブ・ホスキンスがゲスト出演し、水野晴郎との対談が数分行われた。 |

## 削除シーン
- 『Pig Head Scene』というシーンが存在する。実際に撮影も行われてアニメーション処理もされたが、完成直前に「少し残酷」という理由でゼメキス監督がカットした。ボブ・ホスキンス演じるエディが、ドゥームの手下からトゥーンタウンに拉致されて、頭にアニメのブタを被せられてしまうというもの。ただ、シーンのラストに風呂場でアニメを溶かすシーンがあり、その描写が若干残酷というものだった。また同シーンには、バッグス・バニーの短編に登場する魔女ウィッチ・ヘイゼルがカメオ出演しており、DVD特典でも見ることが出来る。
- 前述でもあるように、もともとマーヴィン・アクメが殺害された後に、彼のお葬式のシーンが計画されていた。同シーンでは多数のアニメキャラクターがカメオ出演する予定だったとされており、キャスパー、ヘッケルとジャッケル、トムとジェリー、ポパイにリトル・ルルやフィリックス・ザ・キャット、マイティマウスにスーパーマンなどの顔ぶれがいた。実際に絵コンテも存在しており[9]、アクメの棺を持つキャラクターには、エルマー・ファッド、フィリックス・ザ・キャット、グーフィー、ヨセミテ・サム、ポパイ、ブルート、ハーマン・ザ・マウスが描かれていて、葬儀のスピーチ役にはフォグホーン・レグホーンが描かれている[9]。

## 備考
- この映画のほかに、ロジャー・ラビットの出演する短編アニメが3作品製作されている。この作品にはロジャー、ジェシカ、ベビーの他、MGMからドルーピーがゲスト出演している。この3本は『ロジャーラビット イン トゥーンタウン』というビデオの他、DVD『ロジャー・ラビット コレクターズ・エディション』とブルーレイ『ロジャー・ラビット 25周年記念版』の特典ディスクに収録されているほか[※ 1]、2022年9月2日からは『ローラー・コースター・ラビット』のみ[※ 2]、ディズニー傘下の定額制動画配信サービスであるDisney+にて見放題配信を開始している[10]。
  - 1989年6月23日公開のショートアニメ映画『おなかが大変!』（Tummy Trouble）
  - 1990年6月15日公開のショートアニメ映画『ローラー・コースター・ラビット』（Roller Coaster Rabbit）
  - 1993年3月12日公開のショートアニメ映画『キャンプは楽しい』（Trail Mix-Up）
- アメリカにて高画質の映像ソフトが発売された際、卑猥な場面が存在すると雑誌などで取り沙汰された[11]。問題となったのはジェシカ・ラビットの下着が無いとされるシーンと、ベビー・ハーマンが中指を立てるシーンである。再生速度の問題で通常は見えなかったのだが、ソフトにてコマ送りができるようになったため確認できるようになった。ジェシカのシーンに関しては実際に意図したものなのか、作画ミスなのかははっきりしていない[12]。どちらのシーンもDVD化の際に修正された[13]。
- 挿入歌の「Smile, Darn Ya, Smile!」はワーナー・ブラザースの同名のメリー・メロディーズ作品（邦題：フォクシーの怪電車）からの引用。
- この映画が1989年12月23日に、最初にレーザーディスクで日本語吹き替え版が発売された際、「トゥーン」という言葉が日本ではあまり認識されていなかったため「アニメ」という言葉で置き替えられ、「トゥーンタウン」も「アニメタウン」という言葉に変えられた。字幕版と、1996年に公開となった東京ディズニーランドでの新規エリアならびに本作をモチーフとしたアトラクション「ロジャーラビットのカートゥーンスピン」では「トゥーン」と「トゥーンタウン」の言葉が使用されている。
- 同作品の翌年に公開された「バック・トゥ・ザ・フューチャー PART2」では監督が同じためかロジャー・ラビットのぬいぐるみの登場するシーンが有る。また「バック・トゥ・ザ・フューチャー PART3」のNGシーンではマイケル・J・フォックス がイタズラで狩りの獲物としてロジャー・ラビットのぬいぐるみを持ってくるカットが存在する。
- カメオ出演するバッグス・バニーは前半と後半でデザインが違っており、初期のデザインのバッグス・バニーはエディがマルーン・スタジオの外を歩くシーンとトゥーンタウンで空から落ちるシーンで確認できる。また、現在のデザインのバッグス・バニーはラストシーンで確認できる。

## 関連作品
- ロジャー・ラビット (コンピュータゲーム) - 本作の主人公ロジャー・ラビットを主人公に起用したコンピュータゲーム作品。
- ロジャー・ラビット (架空のキャラクター) - 架空のキャラクター。